# Малча
Малча је насељено место у Републици Србији, у оквиру града Ниша и градске општине Пантелеј. Према попису из 2022. године, у Малчи је живело 853 становника, чиме се ово насеље сврстава на пето место по броју становника у оквиру општине Пантелеј.
Смештена 10 km источно од центра Ниша, Малча заузима површину од око 13,5 km². Географски је лоцирана у источном делу Нишке котлине, уз јужне падине Сврљишких планина. Насеље се налази у природној котлини која почиње на ободу Нишког Поља и завршава на узвишењу превоја Грамада, који води ка Сврљигу.
Кроз Малчу пролази стратешки важан Државни пут 35 који повезује Дробета-Турну Северин (Румунија) са Милотом (Албанија), преко градова Кладово, Зајечар, Књажевац, Ниш, Приштина и Призрен. Ова позиција обезбеђује насељу одличну путну и железничку повезаност са главним саобраћајницама јужне и источне Србије. Кроз село протиче Малчанска река, која се улива у Нишаву.
Историјски гледано, Малча је једно од старијих села у Србији, а насеља у оквиру Малчанске котлине датирају још из периода праисторијског неолита. У прошлости, котлина је била подељена на Горњу и Доњу Малчу, које су данас спојене у јединствено насеље – Малчу.

## Етимологија
Историјски извори сматрају да имена места у нишком крају потичу из периода словенског досељавања на Балкан. Таква претпоставка важи и за име села Малча, које се у локалном говору изговара и као „Малче“. Иако је тешко утврдити да ли у овом имену постоје и предсловенски елементи или је у потпуности словенског порекла, основано је претпоставити да име има словенску основу, с обзиром на то да се из њега могу извести значења у српском језику.
Име Малча је врло ретко. Према „Именику места у Југославији“, ово је једино место са тим именом у бившој СФР Југославији. Слична имена укључују село Малчиште у Македонији и поток Малчевица, који извире испод врха Трема на Сувој Планини. Име потока и поменутог села у околини Скопља имају језички корен који се може повезати са именом Малча.
Према Вуковом речнику и „Речнику српскохрватског књижевног језика“, реч „малча“ не постоји као засебна реч у српском језику, али постоје изведене речи:
- Малчанин – становник мале или махале;
- Малчанка – становница мале или махале;
- Малчице и малчицко – прилози који значе „сасвим мало“ или „помало.“

Ово сугерише могућност да назив „Малча“ означава „мало село“. У прилог таквој претпоставци иде и чињеница да реч „малча“ и изведени облици немају сличности са именима других народа који су живели на овом простору пре доласка јужних Словена.

## Географија

### Становништво
У насељу Малча живи 887 пунолетних особа, а просечна старост становништва износи 48,5 година (48,4 код мушкараца и 48,5 код жена). У насељу има 313 домаћинства, а просечан број чланова по домаћинству је 2,73.
Ово насеље је великим делом насељено Србима (према попису из 2002. године), а у последња четири пописа, примећен је пад у броју становника.
|  |

| Демографија | Демографија | Демографија |
| Година      | Становника  | Становника  |
| ----------- | ----------- | ----------- |
| 1948.       | 1.692       |             |
| 1953.       | 1.778       |             |
| 1961.       | 1.720       |             |
| 1971.       | 1.408       |             |
| 1981.       | 1.346       |             |
| 1991.       | 1.249       | 1.245       |
| 2002.       | 1.202       | 1.205       |
| 2011.       | 1.030       |             |
| 2022.       | 853         |             |

| Етнички састав према попису из 2002.‍ | Етнички састав према попису из 2002.‍ | Етнички састав према попису из 2002.‍ | Етнички састав према попису из 2002.‍ | Етнички састав према попису из 2002.‍ |
| ------------------------------------ | ------------------------------------ | ------------------------------------ | ------------------------------------ | ------------------------------------ |
|                                      |                                      |                                      |                                      |                                      |
| Срби                                 | Срби                                 |                                      | 1.178                                | 98%                                  |
| Роми                                 | Роми                                 |                                      | 23                                   | 1,91%                                |
| Македонци                            | Македонци                            |                                      | 1                                    | 0,08%                                |

| Година пописа     | 1948. | 1953. | 1961. | 1971. | 1981. | 1991. | 2002. |
| ----------------- | ----- | ----- | ----- | ----- | ----- | ----- | ----- |
| Број домаћинстава | 262   | 297   | 339   | 333   | 347   | 346   | 371   |

| Број чланова      | 1  | 2   | 3  | 4  | 5  | 6  | 7  | 8 | 9 | 10 и више | Просек |
| ----------------- | -- | --- | -- | -- | -- | -- | -- | - | - | --------- | ------ |
| Број домаћинстава | 57 | 110 | 58 | 63 | 32 | 31 | 12 | 5 | 2 | 1         | 3,24   |

| Пол    | Укупно | Неожењен/Неудата | Ожењен/Удата | Удовац/Удовица | Разведен/Разведена | Непознато |
| ------ | ------ | ---------------- | ------------ | -------------- | ------------------ | --------- |
| Мушки  | 530    | 127              | 351          | 40             | 11                 | 1         |
| Женски | 513    | 66               | 349          | 88             | 9                  | 1         |
| УКУПНО | 1.043  | 193              | 700          | 128            | 20                 | 2         |

| Пол    | Укупно                    | Пољопривреда, лов и шумарство | Рибарство                            | Вађење руде и камена | Прерађивачка индустрија       |
| ------ | ------------------------- | ----------------------------- | ------------------------------------ | -------------------- | ----------------------------- |
| Мушки  | 311                       | 117                           | 0                                    | 0                    | 80                            |
| Женски | 281                       | 164                           | 0                                    | 0                    | 45                            |
| УКУПНО | 592                       | 281                           | 0                                    | 0                    | 125                           |
| Пол    | Производња и снабдевање   | Грађевинарство                | Трговина                             | Хотели и ресторани   | Саобраћај, складиштење и везе |
| Мушки  | 4                         | 10                            | 24                                   | 3                    | 21                            |
| Женски | 0                         | 2                             | 25                                   | 4                    | 4                             |
| УКУПНО | 4                         | 12                            | 49                                   | 7                    | 25                            |
| Пол    | Финансијско посредовање   | Некретнине                    | Државна управа и одбрана             | Образовање           | Здравствени и социјални рад   |
| Мушки  | 0                         | 8                             | 14                                   | 6                    | 7                             |
| Женски | 0                         | 2                             | 3                                    | 10                   | 16                            |
| УКУПНО | 0                         | 10                            | 17                                   | 16                   | 23                            |
| Пол    | Остале услужне активности | Приватна домаћинства          | Екстериторијалне организације и тела | Непознато            | Непознато                     |
| Мушки  | 17                        | 0                             | 0                                    | 0                    | 0                             |
| Женски | 5                         | 0                             | 0                                    | 1                    | 1                             |
| УКУПНО | 22                        | 0                             | 0                                    | 1                    | 1                             |

### Тип насеља
Малча је село збијеног типа, које је Јован Цвијић категорисао у тимочки тип збијеног села. Због конфигурације терена на којем се налази, село има, неправилни, развучени облик. Куће, дворишта и помоћне зграде су збијено поређане и гледају једне у друге.
Малча је сада састављена из Доње и Горње Малче као једне целине. У средњевековној српској држави и током вековне турске окупације то су и формално била два села, иако су територијално била јако близу један другом.
Куће и помоћни објекти домаћинстава су груписани и додирују се међусобно преко плотова. Већина домаћинстава има велику улазну капију и још једну мању, споредну капију. Село је стварано спонтано и са жељом племенских фамилија. Та некадашња здруженост у становању стварала је одређену хомогенизацију, међусобно комуницирање, сигурност и солидарност у невољама које су их задешавале.

### Климатске одлике
Малча има submediteransku klimu, са средњом годишњом температуром од 13,3 °C. Најтоплији месец је јул са просечном температуром од 24,3 °C, а најхладнији јануар са средњом температуром од 1,6 °C.
| Клима села Малча (просек 1961—1990) | Клима села Малча (просек 1961—1990) | Клима села Малча (просек 1961—1990) | Клима села Малча (просек 1961—1990) | Клима села Малча (просек 1961—1990) | Клима села Малча (просек 1961—1990) | Клима села Малча (просек 1961—1990) | Клима села Малча (просек 1961—1990) | Клима села Малча (просек 1961—1990) | Клима села Малча (просек 1961—1990) | Клима села Малча (просек 1961—1990) | Клима села Малча (просек 1961—1990) | Клима села Малча (просек 1961—1990) | Клима села Малча (просек 1961—1990) |
| Показатељ \ Месец                   | .Јан.                               | .Феб.                               | .Мар.                               | .Апр.                               | .Мај.                               | .Јун.                               | .Јул.                               | .Авг.                               | .Сеп.                               | .Окт.                               | .Нов.                               | .Дец.                               | .Год.                               |
| ----------------------------------- | ----------------------------------- | ----------------------------------- | ----------------------------------- | ----------------------------------- | ----------------------------------- | ----------------------------------- | ----------------------------------- | ----------------------------------- | ----------------------------------- | ----------------------------------- | ----------------------------------- | ----------------------------------- | ----------------------------------- |
| Средњи максимум, °C (°F)            | 5,1 (41,2)                          | 9,1 (48,4)                          | 14,3 (57,7)                         | 20,0 (68)                           | 24,1 (75,4)                         | 26,9 (80,4)                         | 30,6 (87,1)                         | 31,0 (87,8)                         | 24,8 (76,6)                         | 20,2 (68,4)                         | 14,7 (58,5)                         | 7,4 (45,3)                          | 19,0 (66,2)                         |
| Просек, °C (°F)                     | 1,6 (34,9)                          | 5,2 (41,4)                          | 8,7 (47,7)                          | 14,9 (58,8)                         | 17,8 (64)                           | 21,5 (70,7)                         | 24,3 (75,7)                         | 24,1 (75,4)                         | 20,2 (68,4)                         | 15,6 (60,1)                         | 10,4 (50,7)                         | 3,7 (38,7)                          | 13,3 (55,9)                         |
| Средњи минимум, °C (°F)             | −1,9 (28,6)                         | 1,3 (34,3)                          | 3,6 (38,5)                          | 10,0 (50)                           | 11,6 (52,9)                         | 14,4 (57,9)                         | 16,0 (60,8)                         | 14,0 (57,2)                         | 14,4 (57,9)                         | 9,8 (49,6)                          | 3,3 (37,9)                          | −0,4 (31,3)                         | 7,8 (46)                            |
| Количина падавина, mm (in)          | 41,3 (16,26)                        | 43,3 (17,05)                        | 45,3 (17,83)                        | 48,3 (19,02)                        | 46,7 (18,39)                        | 49,7 (19,57)                        | 33,6 (13,23)                        | 36,4 (14,33)                        | 39,6 (15,59)                        | 37,1 (14,61)                        | 54,8 (21,57)                        | 63,6 (25,04)                        | 589,6 (232,13)                      |
| [ тражи се извор ]                  |                                     |                                     |                                     |                                     |                                     |                                     |                                     |                                     |                                     |                                     |                                     |                                     |                                     |

Годишње у просеку падне 589,6 mm кише и снега по квадратном метру и буде у просеку 102 кишовита дана и 13 дана са снегом.
Просечни ваздушни притисак је 1002,74 милибара, а просечна јачина ветра је нешто мања од 3 бофора.
Максимална икад забележена температура била је 44,2 °C 24. јула 2007, а најнижа -21,7 °C 25. јануара 1963. Максимална количина падавина регистрована је 5. новембра 1954. и износила је 46,6 mm. Највећа дебљина снежног покривача износила је 39 cm, од 23. до 25. фебруара 1954.
Климатске промене села Малча прати метеоролошка станица која се налази у нишкој тврђави и која бележи податке о времену од 1889.

Средње температуре и количине падавина за период од 1961. до 1990. приказане су у следећој табели:
- Дуга изнад игралишта
- Јесењи дан
- Јесен у Малчи
- Залазак сунца
- Зимски дан
- Пошта у јесен
- Поље зими

### Животна средина
Како је ово подручје зона сучељавања континенталног и средоземног климатског утицаја тако и од њиховог односа зависи дужина трајања кишног и сушног периода. Због конфигурације тла и нагиба планинских венца Сврљишких планина према Малчи и сивог кречњачког састава овог венца са ситним растињем, приликом падања киша вода се брзо слива у Малчанску реку, она надође, али се због наведеног нагиба брзо слије у Нишаву, са изливањем из својег уског корита или без њега.
Чесме у Горњој и Доњој Малчи су одушци дубинских водених акумулација обронака и Сврљишких планина, са променљивим али ипак сталним дотоком.

## Историја

### Праисторија
На подручју села су постојала насеља још у неолитском добу, са своје две велике културне групе, старчевачком и винчанском. У евиденцији Народног музеја у Нишу регистрована су налазишта старчевачке културе на терену Кованлука, а насеља обе групе неолита, на равним теренима и благим падинама поред Нишаве, на локалитетима Радачија и Кованлука, оба у зони малчанског дела. Бројни налази: оруђа од камена и кости, керамика и статуете од печене земље са људским и животињским ликовима, то потврђују.
На прелазу из неолита у метално доба утврђена су, такође, налазишта на локалитету Кованлука, као и из периода средњег и каснијег бронзаног доба. У прелазном периоду из бронзано у гвоздено доба који је карактеристичан по великим померањима и сукобима племена, археолошки материјали са овог подручја нису бројни.

### Стари век
На подручју Ниша и његове околине, укључујући и село Малча, судећи на основу отворених налазишта, трагови Римске цивилизације су још увек присутни.
На територији села Горња Малча, може се са сигурношћу рећи, да је постојала нека врста римског насеља. На то указују следећи познати елементи:
- у зони Тролишта, које се налази између Малче и Јасеновика, изоравањем њива, пронађени су римски гробови, а у њима римски новац и женски накит;
- на истом локалитету пронађене су водоводне инсталације, са истоветним оловним водоводним цевима, као и на налазишту Медијана код Ниша;
- у самом центру села Горња Малча налази се чесма озидана типичним циглама-ћерпичима римске технологије;
- нађени римски новац са ове локација датира из IV века, а неки из II века;
- Црква Свете Петке сазидана на темељима неке грађевине из римског доба.

### Средњи век
Продори Словена долином Мораве и Тимока изазвале су велике промене у нишкој области, нарочито почетком VII века. Словенска колонизација балканских земаља добила је велики замах, иако је текла неједнако и са одређеним регионалним разликама. Многи градови су тада разорени, а привреда и друштвени односи доведени у стање расула. Антички Наис (Ниш) је страдао, а на његовим рушевинама Словени су почели да граде своја насеља и стварају прва језгра окупљања у новој средини. Да ли је Малча још у овом добу настала или знатно касније, може се само претпоставити, јер тачних података о томе нема.
Са историјских карата средњовековне српске државе види се да су се североисточне границе у доба Стефана Немање (1170—1196), Краља Милутина (1282—1321), Стефана Дечанског (1321—1331) и Цара Душана око 1350. године, наслањале на улаз Сићевачке клисуре, Грамаде, Каменичког Виса и кретале ка Бовану. То је био део границе према бугарској средњовековној држави. Горња и Доња Малча су, судећи према овим картама, тада биле у граничном појасу средњовековне српске државе.

### Нови век
Излагање историјских података о Малчи у овом раздобљу вишевековне турско-отоманске окупације ових крајева има за циљ да покаже, да је Малча постојала у средњовековној српској држави, пре пропасти српске државе и да је наставила са својим животом у знатно тежим условима, које је отоманско царство одређивало.
Сва насеља територије Ниша водила су се под Нишком нахијом, у оквиру Смедеревског санџака. Нишка нахија је била одвојена од Крушевачког санџака Јужном Моравом, а са Видинским санџаком граничила су се следећа села Нишке нахије: Г. Крупац, Врело, Попшица, Кравље, Церје, Кнез Село, Горња и Доња Малча и Просек. Турске власти су вршиле територијалне поделе окупираних територија како су њима из одређених разлога одговарале.
У циљу разрезивања пореза турске власти су након освајања територија Српске државе извршиле(први) попис на садашњем нишком подручју 1498. године, потом 1516. и 1564. године.
Нишка нахија је 1498. године имала 111 насеља, у којима је било 3.824 домаћинства, 1084 неожењених и 314 удовица односно удовичких домаћинстава. Ако се претпостави да су породична домаћинства имала у просеку осам чланова, удовичка четири и самачка једног члана. Нишка нахија имала је око 33000 становника. Сва села пописане Нишке нахије нису била једнака. У просеку једно село је имало око 300 становника.
Према овом попису Доња Малча, Доња Врежина и Каменица спадале су у групу села од 40-50 домаћинстава и спадала је са Просеком, Брзим Бродом и Горњом Врежином у групу сасвим малих села.
Према турском попису из 1516. године, у 111 истих села било је 3694 домаћинстава, 840 неожењених и 372 удовичка домаћинства, што износи око 32000 становника.
На основу оба пописа може се закључити да је нишка област пре турског освајања била добро насељена са повољном структуром насеља. Међутим, попис из 1564. године показује да турска власт није донела нишкој области демографски просперитет, јер је само Доњи Матејевац имао више од 50 домаћинстава, а Доња Малча, Горња Малча, Јасеновик, Каменица и др. спала су у групу од 20-30 домаћинстава.
Горња и Доња Малча према турским пописима нису имали конвертите, хришћане који су прешли у ислам. Напротив, према попису из 1498. године имали су своје православне цркве, манастире и свештенике.
Доња Малча имала је два свештеника: попа Станислава, попа Ивана и калуђера Станислава. У Горњој Малчи живели су поп Мирча и Мирко, син попа. Ако се има у виду да су православне цркве и манастири били израз српске културе и писмености онда су оба села имала у себи не само седишта религиозног живота већ и средиште окупљања народа.
Према попису иѕ 1498. године у близини села Горња Малча, постојао је манастир Светог Спаса са једним калуђером. То је исто евидентирано пописом из 1515. године, а пописом из 1564. године евидентиран је као пусти манастир.
За време Руско-аустријско-турског рата (1735—1739) Малча је заједно са већим делом Србије краткотрајно ослобођена од Турака. Међутим након повлачења Аустријанаца 1737. године Турци поново заузимају насеље. Приликом доласка Турака народ се сакрио у сеоској цркви. Турци су запалили цркву и побили сав народ који се склонио у њу.
У времену краткотрајног затишја од великих ратних збивања у Доњој Малчи је 1817. године, у центар самог села, подигнут спомен крст, посвећен Цветку, Станку и Жики. Текст изнад њихових имена није читљив и има изглед старословенских писма. Да ли се ради о одању заслуга, признања или сећања на значајне Малчане треба истражити, јер није сигурно безразложно постављен на овај јавни простор окупљања Доњомалчана.

### Први светски рат
Септембра 1918. године пробијен је Солунски фронт. Јединице српских и савезничких армија кренуле су у ослобађање Србије брзо и успешно. Бугарска армија на Солунском фронту била је разбијена, а бугарски војници су се највећим делом предали. Бугарски окупатори су сада постали заробљеници српске војске.
Радост слободе вратила се и у Малче, средином октобра 1918. године. Али Малчани из Моравске дивизије оставили су само поруке својим родбинама да су живи и здрави, и у офанзиви у налету продужили ка Дунаву. Њихов повратак кућама могао се очекивати тек наредне године, када је требало да млади регрути замене искусне ратнике и храбре ослободиоце.
Малче је у ратовима од 1912 до 1918 дало укупно 97 жртава и имало је неколико бораца који су прешли пут борби са надмоћнијим непријатељима, повлачење преко Албаније на Крф и у ослободилачком походу од Солунског фронта поново дали свој удео у ослобађању нишких крајева од бугарске окупације. Међу њима је било бораца, подофицира и официра, са и без одликовања, али су сви часно обавили свој патриотски дуг према отаџбини. Они су били понос и ауторитет села, јер су били на нивоу реномеа села, које је село у јавности имало.

### Други светски рат
Многи Малчани, који су били у јединицама Југословенске војске на терену, били су принуђени да се врате кући, како би избегли заробљавање.
У лето 1944. године формиран је народно-ослободилачки одбор у Малчи чиме је отпочео активнији однос према НОБ-у за ослобођење земље и нишких крајева од окупатора.
Малче су практично ослободиле јединице 223. дивизије Црвене армије, 13. октобра 1944. год. у оквиру операционог захвата, надирања ка Нишу.

## Локална самоуправа

### Месна заједница Малча
Месна заједница Малча једна је од седамнаест месних заједница на простору општине Пантелеј. Представља једини облик месне самоуправе на простору насељеног места Малча.
У месној заједници образује се Савет месне заједнице који има девет чланова. Чланове Савета месне заједнице именује Веће Градске општине Пантелеј на период од четири године, водећи рачуна о заступљености свих странака које имају одборнике у Скупштини Градске општине Пантелеј.
Савет месне заједнице има председника и заменика председника.
Председника и заменика председника Савета месне заједнице именује Веће Градске општине Пантелеј.
Председник Савета месне заједнице представља и заступа месну заједницу и наредбодавац је за извршење финансијског плана.

### Сеоски водовод
Најбољи извор питке воде у доњомалчанском делу "Новосел" искоришћен је за напајање села питком водом преко система водовода.
Сеоским водоводом управља Одбор за сеоски водовод.
Одбор има председника и 7 чланова које бира Савет месне заједнице, на период од 4 године.
У Одбору за сеоски водовод најмање један члан мора да буде стручно лице за руковање водоводом.
Председник месне заједнице је по функцији члан Одбора. Из редова чланова одбора бира се благајник Одбора.
Надзор над одбором врши комунална инспекција Градске општине Пантелеј.

### Празници
Слава села је Преподобна мученица Параскева Римска или Трнова Петка која се обележава 8. августа. У Цркви Свете Петке одржава се литургија и резање славског колача. Сви мештани обележавају овај дан, који се у говору назива и Трновица.

## Становништво

### Образовање
У малчи постоји школа, која спада у ред основних школа са дугом традицијом. Стара Малчанска школа почела је да ради 15. маја 1879. године, у наменски сазиданој згради 1879. године, ангажовањем Малчанске цркве, Суда општине малчанске и доприносом свих грађана Малчанске општине. Била је намењена свој деци из села која су сачињавала малчанску Општину (Малча, Горња Врежина, Пасјача и Ореовац). Сваке године школа се увећавала за по један разред, тако да је на крају школске 1882. године имала три разреда са укупно 60 ђака. Добијањем и четвртог разреда малчанска школа је стекла категорију ниже основне школе. Године 1884. године школа је постала продужена школа са V и VI разредом. За 20 година рада малчанске школе, у њој је школовано 18 генерација ученика са око 450 ђака.
После ослобађања земље од немачко-бугарске окупације, малчанска школа је наставила да описмењује сеоску омладину у старој школској згради. Потребе за изградњом нове школске зграде су нарасле, као и могућности за њену изградњу. Нова школска зграда изграђена је на нешто вишој локацији и према тада важећим нормативима за основне школе. Ово здање малчанске школе било је најлепше архитектонско здање у селу и једна од најлепших школа у нишкој околини. Отварању и освећењу нове школе присуствовао је и Краљ Александар I Карађорђевић, 5. јуна 1931. године. Међутим, данас се више не користи ова зграда, већ је у употреби реновирана стара зграда школе.
Школа је 1971. припојена ОШ „Чегар“ у Нишу и била у њеном саставу дванаест година, а када је основана ОШ „Родољуб Чолаковић“ у Нишу, школа у Малчи постала је издвојено одељење те школе.
Као самостална, школа је регистрована код Трговинског суда у Нишу 16. марта 2004. године, под именом Основна школа “Јован Јовановић Змај“.

## Привреда

### Виноградарство
Најразвијенија пољопривредна грана села Малча је виноградарство, а Малчански виногради једни су од најпознатијих винограда у Србији.
Од 1903. до 2004. године пословала је Земљорадничка задруга "Малча" коју су користили виноградари из села Малча. Од самог почетка пословања задруга "Малча" била је међу најутицајнијим винарским задругама. За врхунац свог пословања сматра се 1981. година када је Малчанска задруга од Привредне коморе СР Србије добила "награду републике" као најбољи привредник године.

### Туризам

#### Вински подрум Малча
Подрум у Малчи има 3500m² под подрумима и лагумима и користи се за потребе Винарије Статус. Стар је преко 110 година и у њему се могу видети четири потпуно различита начина неговања вина. Подељен је на четири куће:
1. римска кућа,
2. Немањића кућа,
3. српска кућа и
4. савремена винарија.

Римска кућа је површине 400 m².
У свим деловима архитектуре показује време Рима, са рестораном и римском храном, и делом где се вино производи у амфоре, као и пре 2000 год.
Свака амфора је запремине око 2000 литара, укопане су у земљу и у њима се негује вино.
Када дође време бербе грожђа, скину се зрнца са грозда, благо нагњече и тако згњечена ставе у амфору. Ферментација у овим амфорама из неког разлога траје јако дуго. Бела вина ферментирају до 6 месеци, а црвена до 3 месеца. Док ферментација у амфори траје, ослобађа се угљен-диоксид који штити вино од оксидације кисеоником из ваздуха. Након завршетка ферментације, када се више гасови не ослобађају, уклони се чврсти део грожђа из амфоре и амфора затрпа земљом и тако сазрева до следеће бербе грожђа, када вино из амфоре мора бити пресељено у неки дрвени суд још годину дана, а у празне амфоре долази ново грожђе.
- Римска кућа сл. 1
- Римска кућа сл. 2
- Римска кућа сл. 3
- Римска кућа сл. 4

Немањића кућа је саграђена у стилу средњовековне српске архитектуре.
Грожђе и црвено и бело је ферментисало на кљуку као у доба Немањића. У Немањића кући се налази 16 бачви од 4 до 7.5 тона,
Бачве имају отворе у доњем делу да би могао да се извуче чврсти део грожђа након ферментације.
Дегустација се обавља у самом подруму за дугачким дрвеним дегустационим столом уз који се стоји.
- Немањића кућа сл. 1
- Немањића кућа сл. 2
- Немањића кућа сл. 3
- Немањића кућа сл. 4

Српска кућа је подрум са почетка и средине XX века са дестилеријом и бетонским танковима.
Одлика ове винске куће су бетонски танкови капацитета 1.000.000 литара.
Ово је начин градње карактеристичан за то време, када је било много винограда и много вина, а винари су имали потребу да изграде вински подрум великог капацитета. Подрум је изграђен од бетона, чија је унутрашњост обложена прехрамбеним полиестером.
Ови бетонски танкови не хладе ширу у ферментацији, а винари се обезбеђују од прегревања шире тако што се грожђе бере рано ујутро или ноћу, (или се расхлађује у хладњачи) да би почетна температура врења била што нижа.
Подрум је до половине своје висине укопан у земљу и одржава врло стабилну температуру вина. У овом подруму су се производила бела вина, где је ферментисала само шира. То време средине XX века је било време повећање потражње белих вина на овим просторима.
У овим бетонским танковима су се производила врло лепа вина, а вино које се данас овде производи носи комерцијални назив СМУК од сорти грожђа Италијански ризлинг.
- Српска кућа сл. 1
- Српска кућа сл. 2
- Српска кућа сл. 3
- Српска кућа сл. 4

Најмодернији део Подрума Малча је савремена винарија. Овде најквалитетније органски произведено грожђе добија најбоље могуће услове током прераде.
Муљање и пресовање грожђа се одвија у комплетно асептичној атмосфери без присуства кисеоника. Електронско вођење ферментације доноси идеалне услове за рад квасаца и за очување карактеристика тероара са кога долази грожђе.
Очуване сортне карактеристике, чисти и јасни мириси, и пун освежавајући укус је нешто што карактерише вина произведена на овом месту.
- Савремена кућа сл. 1
- Савремена кућа сл. 2
- Савремена кућа сл. 3

Подрум Малча је један од најпривлачнијих подрума Србије.

#### Знаменитости
- Споменик захвалности
- Храм Свете Петке

### Саобраћај
На основу географских одлика нишке котлине и бројних археолошких податка поуздано се зна да је један од главних праваца водио кроз простор малчанске котлине још у праисторијско доба. Малча због свог повољног географског положаја, одувек је била, а то је и данас, на раскрсници важних балканских и европских путних и железничких саобраћајних праваца, који са југа из правца Скопља и истока долином Нишаве и Марице из правца Софије воде на север ка Зајечару и Видину.
Природне предиспозиције рељефа, одредиле су да још у римско доба једна од најважнијих локалних саобраћајница за Timacum Maius (Књажевац), пролази кроз простор села Малча. Овај путни правац чија је изградња била од ширег, пре свега стратешког али и трговачког интереса, био је у употреби већ од почетка 1. века, као и све локалне саобраћајнице које су у свим правцима полазиле и завршавале се у нишкој котлини.
Касније су средњовековни и модерни путеви грађени углавном на истој траси, мада остаци античког пута су јако мало сачувани.
Све до педесетих година 20. века локални путеви у малчанској котлини били су „крчаници“, прилагођени пешачком и караванском саобраћају. Због тога су током јесени, зиме и пролећа били скоро неупотребљиви за колски саобраћај.
У 21. веку мрежа путева у Малчи је највећим делом асфалтирана. Главне саобраћајнице које пролазе на овом простору су:
- Пут E771 Тимочки саобраћајни правац – деоница (Румунија) - Кладово - Зајечар - Ниш
- Пут E80 Нишавски саобраћајни правац– деоница (Босна и Херцеговина) - Котроман - Пожега - Појате - Ниш - Градина - (Бугарска). Ова саобраћајница иако пролази кроз атар Малче није од већег значаја за локално комуницирање.

Сеоским путевима Малча је повезана са Сићевом, Пасјачем, Јасеновиком, Кнез Селом и Горњом Врежином. Таква веза остварена је и са насељима са леве стране Нишаве Јелашницом и Нишком Бањом. Друмом се повезује са Просеком и Доњом Врежином која је данас у саставу Ниша.
Ваздушни саобраћај се одвија преко аеродрома „Константин Велики“, лоцираног у северозападном делу Нишке котлина на 19,9 km од Малче.

## Здравство

### Амбуланта "Малча"
Једина здравствена установа у Малчи је Здравствена станица Малча која послује у оквиру Дома Здравља Ниш. Ради два пута недељно, уторком и четвртком од 7:00 до 14:30 часова.

## Култура

### Архитектура

#### Споменик захвалности
Споменик захвалности или Осматрач (уметнички назив) је рад је академског вајара Милована Крстића.
Подизањем споменика на простору маркантне видљивости, изнад зграде задружног дома, и уклесаном поруком одато је признање и захвалност погинулим у ратовима од 1912—1918. године, као и погинулим у НОБ-и од 1941—1945. године. На споменику је уклесана поруке следећег садржаја:
"Поколењу за песму створеном,
онима који су више волели
да умру стојећи,
него да живе клечећи.
Нека је вечна слава
онима који су погинули
да би другима оставили сунца."

#### Црква Свете Петке
На месту данашње цркве у Малчи налазио се храм који је подигнут у XVII веку и који је био сазидан на темељима неке грађевине из античког доба.
За време Друге велике сеобе Срба након што су Аустријанци, у лето 1747. године, по други пут заузели нишко подручје, поновни повратак Турака 18. октобра обележен је и великим страдањима хришћана. Тада најстравичније страдање доживели су Малчани. Народ се сакрио у Цркви. Турци су се попели на кров, пробили га и у Цркву бацали запаљено сено. Ко је успео да изађе из Цркве био је убијен, а остали су у Цркви изгорели.
Црква је, те 1747. године, у потпуности порушена од Турака, а данашња је подигнута 1871. године. Осветио је нишки митрополит Виктор Чолаковић. Реновирана je 1970. године, када је дозидан звоник.
Црква је живописана, а у њој се налазе интересантне фреске од којих се истиче она са представама зодијачких знака и фреска светог Христифора. На зидовима Цркве исписана су имена палих жртава за слободу.

### Спорт

#### ФК Слога Малча
Клуб је основан 1948. године, у сезони 2021/22. такмичи се у Другој Нишкој лиги.
- Састав из 1985.
- Састав из 2015.
- Стадион у Малчи
- Стадион у Малчи

#### Стрелиште Малча
Едукативно, спортски и рекреативни аспект коришћења оружја обухваћен је на стрелишту у Малчи, које је изграђено од стране Сафари клуба из Ниша. Стрелиште поседује цео спектар оружја: ваздушно оружје, малокалибарске пушке и пиштоље, ловачке карабине и сачмаре, пиштоље и револвере, али и инфраструктуру за гађање луком и стрелама и друге садржаје за спорт и спортску рекреацију. На стрелишту се организују међународна такмичења у ИПСЦ – Практичном стрељаштву и ТРАПу - Гађању глинених голубова.

## Познате личности

### Допринели Малчи
- Милован Крстић, вајар, извајао Споменик захвалности
- Младен Голубовић, кинематограф и тонски инжењер, написао књигу "Малча" из едиције Хронике села
- Епископ нишки Виктор, први нишки епископ СПЦ након ослобођења Ниша, допринео изградњи цркве
- Краљ Александар I Карађорђевић, краљ Југославије, подржао и присуствовао отварању нове школске зграде 5. јуна 1931. године.

### Рођени у Малчи
- Младен Голубовић, кинематограф и тонски инжењер

## Галерија
- Горња Малча
- Панорама
- Црква ноћу
- Поглед из поља
- Поглед на главну улицу
- Вече на улазу у Малчу